# Sandy Brown (football, 1939)
Ne doit pas être confondu avec Sandy Brown (1879-1944).
Alexander Dewar Brown, plus connu sous le nom de Sandy Brown (né le 24 mars 1939 à Grangemouth en Écosse, et mort le 8 avril 2014 à Blackpool en Angleterre) est un footballeur écossais, qui évoluait au poste de défenseur.

## Biographie
Le 4 novembre 1970, Sandy Brown rentre dans l'histoire en étant le buteur décisif de la victoire finale d'Everton sur les Allemands du Borussia Mönchengladbach, lors de la toute première séance de tirs au but de l'histoire de la Coupe des clubs champions européens (victoire 4 tirs au but à 3).
Il joue au cours de sa carrière deux matchs en Coupe d'Europe des clubs champions, cinq matchs en Coupe de l'UEFA, et un match en Coupe des coupes. Il inscrit un but en Coupe des coupes.

## Palmarès
| Partick Thistle - Coupe de la Ligue écossaise : - Finaliste : 1958-59. |  | Everton - Championnat d'Angleterre (1) : - Champion : 1969-70. - Coupe d'Angleterre (1) : - Vainqueur : 1965-66. - Finaliste : 1967-68. - Charity Shield (1) : - Vainqueur : 1970. - Finaliste : 1966. |  | Southport - Championnat d'Angleterre D4 (1) : - Champion : 1972-73. |